# La Pera
La Pera – gmina w Hiszpanii, w prowincji Girona, w Katalonii, o powierzchni 11,89 km². W 2011 roku gmina liczyła 428 mieszkańców.